# 少光天
少光天（しょうこうてん　梵：Parittābhā）は、三界のうち、色界18天の下位から数えて第4番目の天。色界第二禅の第1番目・初天。
この天は、生れると身体より光明を放つが、上部の無量光天よりも少ないので、少光天という。上部の無量光天と下部の大梵天の間に位置する天。
『雑阿毘曇心論』『彰所知論』は、この天での天部の身長が2由旬、寿命が2劫とする。また『仏説立世阿毘曇論』は、寿命を120小劫とする。